# .mz
A .mz Mozambik internetes legfelső szintű tartomány kódja, melyet 1992-ben hoztak létre. Karbantartásáért az Universidade Eduardo Mondlane felelős.

## Második szintű tartománykódok
- co.mz
- org.mz
- gov.mz
- edu.mz